# 德意志国铁路42型蒸汽机车

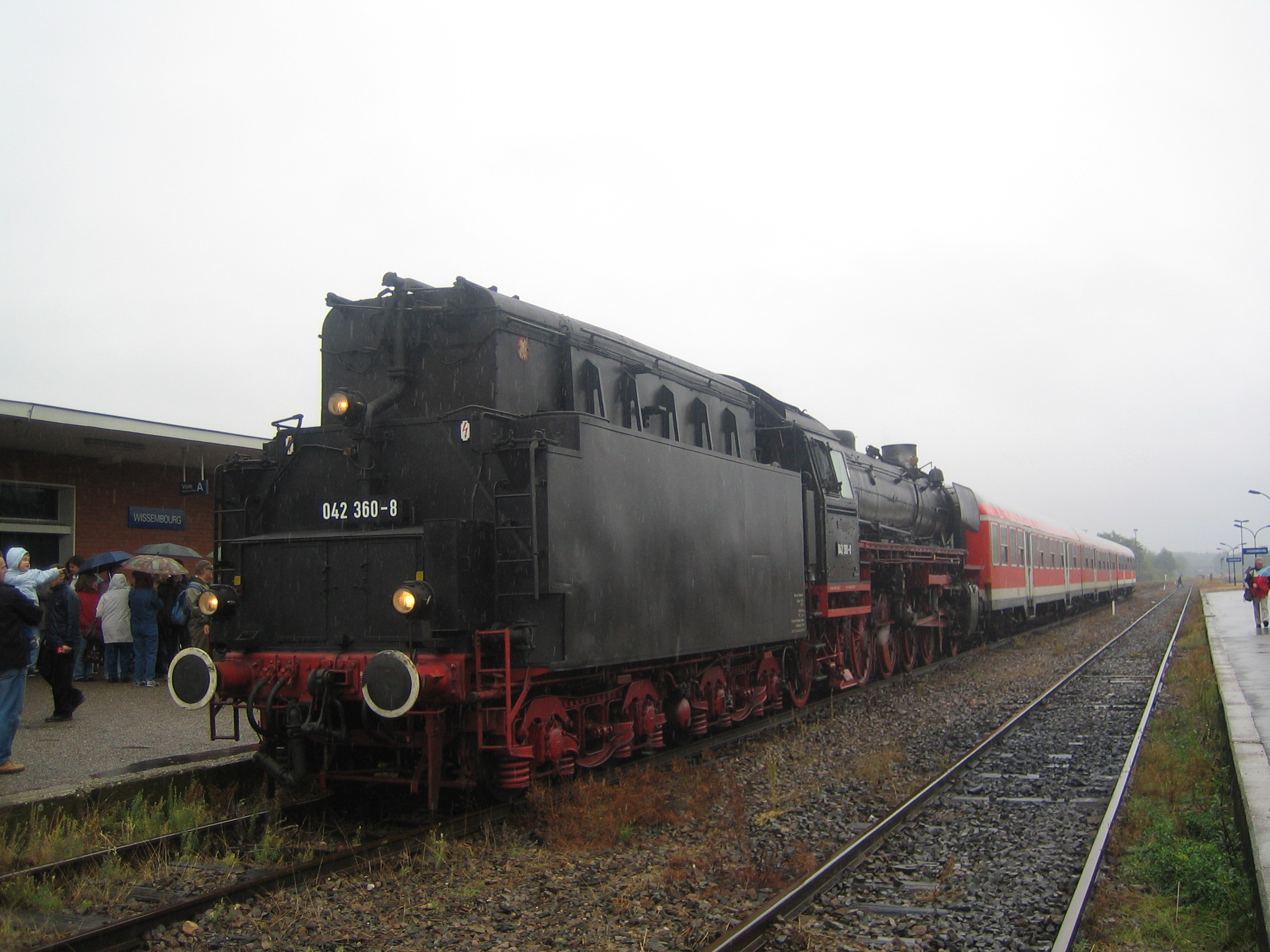
BR42

德意志国铁路42型蒸汽机车是德国制造使用的一种货运蒸汽机车，也是所谓“战争机车”（Kriegslokomotiven）之一种。

## 历史
BR42型机车是从1943年开始制造的，是“战争机车”序列中重量排在第二的型号，仅次于最著名的产量冠军BR52型。该型机车适用于路况较好、能够承受更高轴重的线路，在这些线路上BR42型比BR52型更具经济性。该型机车在战争机车系列中的编号为KDL 3型（BR52是KDL1型，未完成的BR53計劃是KDL2型）。
BR42型机车总共生产了859辆，事实上德国本来也准备大批生产42型机车，但战争的结束也顺便终结了这一潜在的产量神话。当时还有一种以42型为蓝本并加以改进的机车设计，也因为二战的结束而永久地停留在了纸面上。
战争结束时，仍有一些BR42型机车没有制造完成，停留在各前德占区的制造台上。战后，西德铁路完成了其中的16辆、波兰完成了126辆，连同遗留下来的3辆德国机车一同被划入了波兰铁路。另76辆未完成机车由奥地利制造完成，但造出后卖给了保加利亚和东德。此外，卢森堡从德国购买了20辆BR42。
德国联邦铁路中的BR42型服役至1960年，而东德铁路的42型机车则使用到了1968年。